# Płoskinia (gemeente)
De gemeente Płoskinia is een landgemeente in het Poolse woiwodschap Ermland-Mazurië, in powiat Braniewski.
De zetel van de gemeente is in Płoskinia.
Op 30 juni 2004 telde de gemeente 2726 inwoners.

## Oppervlakte gegevens
In 2002 bedroeg de totale oppervlakte van gemeente Płoskinia 172,05 km², waarvan:
- agrarisch gebied: 63%
- bossen: 27%

De gemeente beslaat 14,28% van de totale oppervlakte van de powiat.

## Demografie
Stand op 30 juni 2004:
| Omschrijving                   | Totaal | Totaal | Vrouwen | Vrouwen | Mannen | Mannen |
| ------------------------------ | ------ | ------ | ------- | ------- | ------ | ------ |
| eenheid                        | aantal | %      | aantal  | %       | aantal | %      |
| inwoners                       | 2726   | 100    | 1372    | 50,3    | 1354   | 49,7   |
| bevolkingsdichtheid (inw./km²) | 15,8   | 15,8   | 8       | 8       | 7,9    | 7,9    |

In 2002 bedroeg het gemiddelde inkomen per inwoner 1749,23 zł.

## Aangrenzende gemeenten
Braniewo, Frombork, Młynary, Orneta, Pieniężno, Wilczęta